# The Jayhawks
I Jayhawks sono un gruppo musicale statunitense originario di Minneapolis tra i principali esponenti dell'alternative country. Hanno ispirato molti gruppi a venire come Uncle Tupelo. Il loro successo più importante fu l'album Hollywood Town Hall del 1992.

## Storia
La band si è formata nel 1985 a Minneapolis, Minnesota ed è composta da Mark Olson, Gary Louris, Marc Perlman e Norm Rogers Il loro primo omonimo album è stato prodotto da una piccola casa discografica indipendente nel 1986, seguito tre anni dopo da Blue Earth.
Un giorno del 1991, Dave Ayers, presidente della casa discografica Twin Tone, durante una telefonata con George Drakoulias (suo collega, presidente dell'American Recordings), ascoltava in sottofondo la canzone Blue Earth dei Jayhawks. Il presidente dell'American Records chiese di chi fosse tale brano e così decise di conoscere il gruppo e di produrre i loro album successivi.
Nel 1992 fu pubblicato Hollywood Town Hall per Def American. L'album, grazie anche al singolo Waiting for the Sun, li fece conoscere a livello nazionale. 
Nel 1995 uscì Tomorrow the Green Grass, ma nello stesso Mark Olson lasciò la band per stare vicino alla moglie Victoria Williams, malata di sclerosi multipla. L'attività dei Jayhawks continuò comunque fino al 2005. Nel 2008 Olson e Louris pubblicarono un nuovo album nel 2008: Ready for the Flood.
Nel 2011 ci fu una reunion della band, che vide il ritorno di Olson e che portò alla pubblicazione del un nuovo album Mockingbird Time. Successivamente Olson lasciò nuovamente il gruppo, che però continuò la propria attività guidato da Gary Louris, e pubblicò altri tre album: Paging Mr. Proust del 2016 prodotto da Peter Buck e Tucker Martine, Back Roads and Abandoned Motels del 2018 e l'ultimo XOXO in pubblicazione a luglio 2020.

## Formazione

### Formazione attuale
- Gary Louris - chitarra elettrica e voce
- Marc Perlman - basso
- Tim O'Reagan - batteria, cori, voce
- Karen Grotberg - tastiere, cori
- John Jackson: chitarra acustica, violino, mandolino

### Ex componenti
- Mark Olson - chitarra acustica e voce
- Norm Rogers - batteria

## Discografia
Album in studio
- 1986 – The Jayhawks
- 1989 – Blue Earth
- 1992 – Hollywood Town Hall
- 1995 – Tomorrow the Green Grass
- 1997 – Sound of Lies
- 2000 – Smile
- 2003 – Rainy Day Music
- 2011 – Mockingbird Time
- 2016 – Paging Mr. Proust
- 2018 – Back Roads and Abandoned Motels
- 2020 – XOXO

Compilations
- 2009 – Music From The North Country - The Jayhawks Anthology

Singoli
- 1992 – Take Me with You (When You Go)
- 1992 – Waiting for the Sun
- 1993 – Settled Down Like Rain
- 1995 – I'd Run Away
- 1995 – Blue
- 1995 – Bad Time
- 1997 – Big Star
- 2000 – I'm Gonna Make You Love Me
- 2000 – Somewhere in Ohio
- 2003 – Save It for a Rainy Day
- 2003 – Tailspin
- 2011 – She Walks in So Many Ways
- 2016 – Quiet Corners & Empty Spaces
- 2018 – Everybody Knows
- 2020 – This Forgotten Town